# Yahoo! Mail
Yahoo! Mail (deseori prescurtat Y! Mail) este un serviciu gratuit (dar și comercial) de poștă electronică online oferit de Yahoo!. A fost inaugurat în anul 1997. Începând cu anul 2009, Yahoo! Mail servește peste 280 milioane de utilizatori. În prezent, este al doilea cel mai mare serviciu de poștă electronică online, după Google Mail (GMail).
Din anul 2008, Yahoo! a început să ofere spațiu de stocare nelimitat pentru e-mail-uri atât utilizatorilor serviciului comercial Yahoo! Mail Plus, cât și utilizatorilor neplătitori.
Pe 27 iunie 2009, popularul serviciu de mesagerie instantă Yahoo! Messenger a fost integrat cu Yahoo Mail! Beta. Acest lucru înseamnă că Yahoo! Messenger și Mail pot fi accesate în același loc. Acum este posibilă trimiterea de mesaje instante direct din clientul Yahoo! Mail, fără a fi nevoie de a descărca sau instala ceva, schimbarea între cele două servicii fiind rapidă și simplă. Această funcționalitate nu este adusă serviciului Mail Classic, însă este disponibilă în interfața cea nouă a clientului.

## Legături externe
- Alertă pentru utilizatorii Yahoo! Mail. Sute de milioane de conturi Yahoo au fost sparte, 22 septembrie 2016, jurnalul.ro